# Woodville (Georgia)
Woodville is een plaats (city) in de Amerikaanse staat Georgia, en valt bestuurlijk gezien onder Greene County.

## Demografie
Bij de volkstelling in 2000 werd het aantal inwoners vastgesteld op 400.
In 2006 is het aantal inwoners door het United States Census Bureau geschat op 420, een stijging van 20 (5,0%).

## Geografie
Volgens het United States Census Bureau beslaat de plaats een oppervlakte van
12,7 km², geheel bestaande uit land. Woodville ligt op ongeveer 198 m boven zeeniveau.

## Plaatsen in de nabije omgeving
De onderstaande figuur toont nabijgelegen plaatsen in een straal van 24 km rond Woodville.